# Корпус внутренней безопасности (Польша)
Корпус внутренней безопасности (пол. Korpus Bezpieczeństwa Wewnętrznego; KBW) — войсковое формирование особого назначения в Польше первых двух десятилетий коммунистического правления. Выполнял функции внутренних войск и политической жандармерии. Использовался для подавления антикоммунистического повстанчества и городских волнений, а также во внутрипартийных конфликтах ПОРП. Подчинялся Министерству общественной безопасности, затем МВД ПНР. Действовал с 1945 по 1965, после чего был преобразован в войска территориальной обороны и переподчинён Министерству национальной обороны.

## Войска госбезопасности. Формирование особого назначения
После подавления Варшавского восстания советское руководство и польская компартия резко ужесточили политику на подконтрольных территориях. Было принято решение создать спецподразделения ПКНО для нейтрализации политических противников. Основой для таких формирований послужил штурмовой спецбатальон, созданный по модели войск НКВД. Командовал батальоном коммунист Генрик Торуньчик. 4 августа 1944 спецбатальон Торуньчика был передан в Ведомство общественной безопасности и составил основу формируемых внутренних войск.
26 марта 1945 правительство Эдварда Осубки-Моравского, контролируемое ППР, поручило министру общественной безопасности Станиславу Радкевичу сформировать Корпус внутренней безопасности. Первым его командиром стал полковник Торуньчик. Процесс шёл не без труда, насчитывались сотни дезертиров. Днём создания Корпуса внутренней безопасности (KBW) считается 24 мая 1945. Корпус был в целом сформирован на основе пехотной дивизии.
Структурно Корпус входил в систему Министерства общественной безопасности и подчинялся министру Радкевичу. Командование принял генерал Болеслав Кеневич (занимал этот пост до сентября 1946). К началу 1946 KBW насчитывал почти 30 тысяч бойцов, в 1950 — более 40 тысяч.

## Контрповстанческие операции. Командующие Корпусом
Главная задача KBW заключалась в силовом подавлении антикоммунистического партизанского движения — боевых групп АК, WIN, АКО, KWP и других организаций польского вооружённого подполья, а также ОУН-УПА. Корпус действовал в тесном взаимодействии с опергруппами госбезопасности, милицией и регулярной армией. Командующий Корпусом генерал Кеневич по должности был включён в координационный орган политических репрессий — Государственную комиссию безопасности.
KBW сыграл видную роль в обеспечении нужных ППР результатов референдума 1946 и выборов 1947, оказывая жёсткое давление на политическую оппозицию, прежде всего Крестьянскую и Народную партии.
Корпус принимал активное участие в Операции «Висла» — депортации этнических украинцев с целью лишить УПА поддержки населения.
Кроме того, KBW вменялась в обязанность защита государственных объектов, промышленных предприятий и транспортных маршрутов. Количество охраняемых объектов к 1954 превысило сотню. Время от времени Корпус применялся для военно-инженерных работ — в частности, к дорожному строительству в Бещадах в 1962.
После Торуньчика и Кеневича командующими KBW являлись генералы бригады Конрад Светлик, Юлиуш Хибнер, Влодзимеж Мусь, Вацлав Комар, Бронислав Курята. В 1949—1950 годах начальником штаба KBW был полковник Станислав Воланьский, впоследствии главный комендант гражданской милиции.

## Против городских протестов. Во внутрипартийных конфликтах
К середине 1950-х партизанское сопротивление режиму ПОРП было в целом подавлено. Задачей силовых структур ПНР стало усмирение городских волнений и рабочих протестов. KBW массированно задействовался в ходе Познанских событий июня 1956. Была предпринята попытка разблокировать окружённое протестующими здание местного управления госбезопасности, но потерпела полную неудачу. Бойцы KBW, наряду с армейскими подразделениями, применили оружие. Познанские события продемонстрировали непригодность KBW для действий против невооружённых манифестаций в городской черте. Это подтолкнуло власти учреждению специализированной силовой структуры — ЗОМО.
KBW не только применялся против оппозиции, но использовался при конфликтах в руководстве правящей компартии. Во время октябрьского политического кризиса 1956 части Корпуса, подчинённые Вацлаву Комару, были направлены в Варшаву в помощь Владиславу Гомулке (одна из потенциальных задач — оборона столицы от возможного вступления советских войск). Во время пленума ЦК ПОРП, на котором принимались решения, KBW контролировал ключевые объекты в Варшаве.

## Перевод в военное ведомство. Прекращение существования
К середине 1960-х функции подавления уличных протестов были в полной мере освоены ЗОМО. Существование KBW в прежнем виде утратило смысл. Было принято решение о переформировании Корпуса внутренней безопасности МВД ПНР в войска территориальной обороны, подчинённые Министерству национальной обороны.
Войска территориальной обороны изначально имели характер внутренних войск. Они применялись для подавления рабочих протестов на Балтийском побережье 1970—1971 и для обеспечения режима военного положения 1981—1983. По состоянию на 1982 эти части насчитывали до 65 тысяч военнослужащих.
К 1990 войска территориальной обороны ослабли в военном отношении. Значительная часть системы состояла из молодёжных и ветеранских организаций. Сократились численность и финансирование.
Смена общественно-политической системы в 1989—1990 лишила эти подразделения изначально заданного смысла. В начале 1990-х начался процесс перевода военнослужащих территориальной обороны в другие армейские соединения. Последние подразделения были включены в состав мотострелковых войск 1 июля 2008.